# Елена из Шёвде
Святая Елена (Элин; ок. 1101—1160) — шведская католическая святая, покровительница города Шёвде. Святая Елена изображена на гербе Шёвде и является покровительницей церкви Святой Елены в Рённеслёве.

## Биография
Елена родилась около 1101 года. Она была из знатной семьи и, как считается, была дочерью ярла Гуторма. Повзрослев, она вышла замуж и родила детей. После смерти мужа она жила на его ферме в Вомбе. Она раздала свои вещи бедным и совершила паломничество в Иерусалим. Вернувшись, она обосновалась на ферме, где посвятила себя духовным делам и благотворительности. Согласно легенде, именно Елена построила церковь на ферме в Вамбе в Скаринской епархии. Церковь в Скёвде, ныне называемая церковью Святой Елены, также была в значительной степени построена за счёт щедрых пожертвований Елены.
У Елены была дочь, которую бил и оскорблял её муж. Спустя некоторое время слуги на ферме Елены объединились и убили зятя своей госпожи. Его родственники обвиняли Елену в убийстве, хотя в то время она была в паломничестве в Храме Гроба Господня в Иерусалиме. Чтобы отомстить за его смерть, они в 1160 году убили Елену в Йётене, когда та шла в церковь.
Елена была канонизирована в 1165 году папой Александром III при поддержке Стефана (ум. в 1185 году), первого архиепископа Упсальского. Её жизнеописание было впервые записано Бринольфом Альготсоном, епископом Скары (1278—1317).

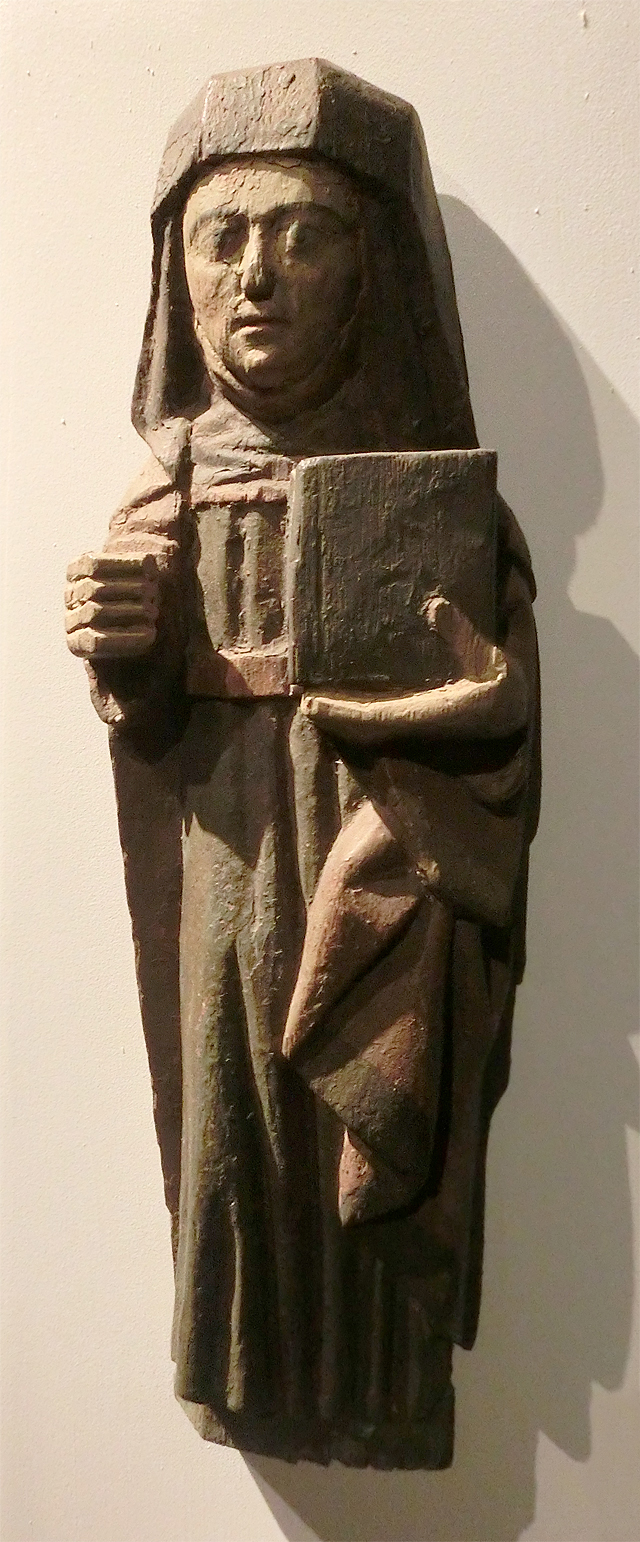
Изображение Елены из Шёвде в камне
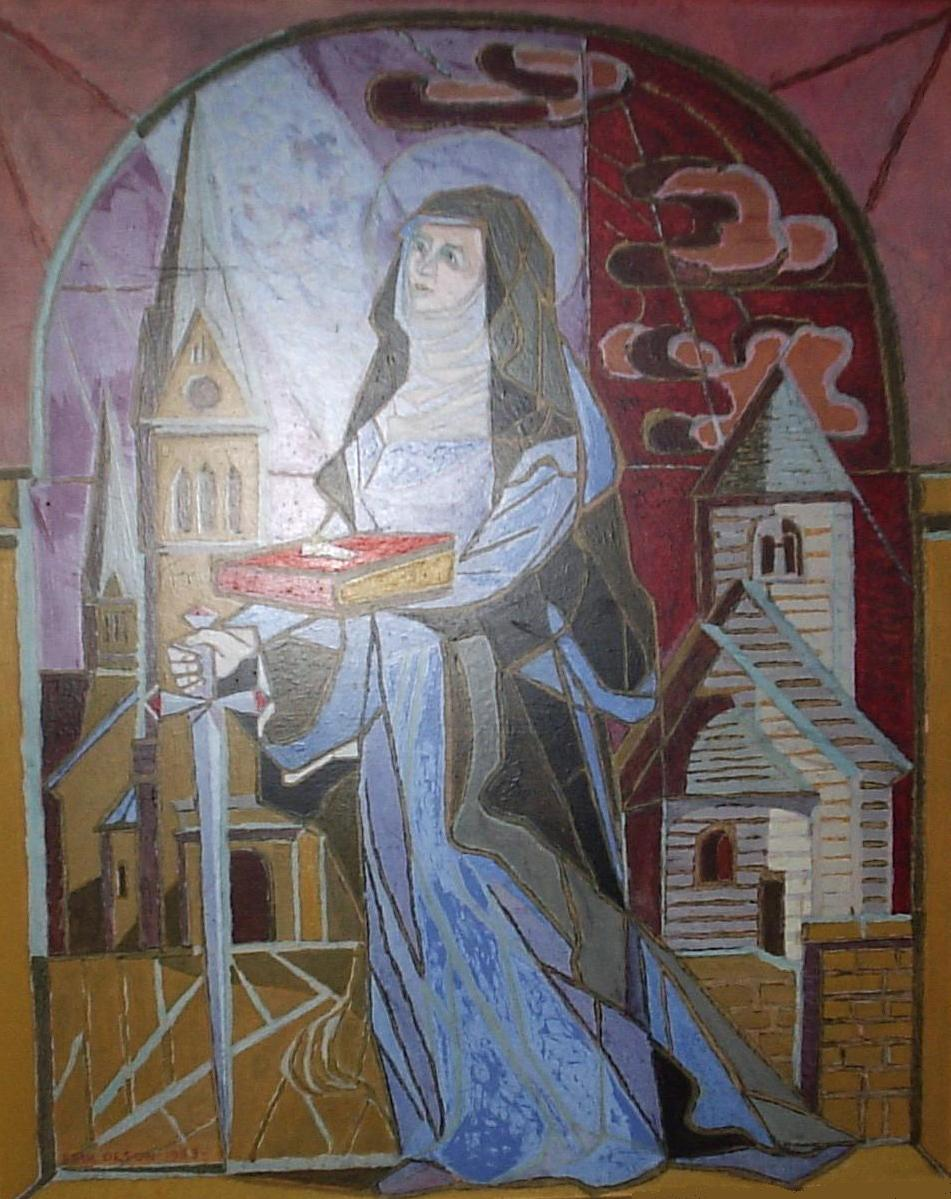
Изображение Святой Елены в церкви Шёвде (1954 год)